# Stony Stratford
Stony Stratford est une civil parish du Buckinghamshire, (Angleterre), qui a été intégrée à la ville nouvelle de Milton Keynes en 1967. Elle se situe au nord-ouest de Milton Keynes.

## Histoire
Stony Stratford a reçu le statut de ville en 1215 par une lettre patente du roi Jean d'Angleterre. Richard d'York s'y est emparé de son neveu Édouard V d'Angleterre pour le faire enfermer à la Tour de Londres en 1483.
Il y avait une Croix d'Éléonore qui a été détruite pendant la Première Révolution anglaise par les Parliamentarians.

## Personnalités liées à la ville
- Charlotte Capell, comtesse de Clarendon (1721–1790), l'épouse de Thomas Villiers (1er comte de Clarendon), y est morte ;
- Theophilus Eaton (1590–1658), marchand, fermier, et leader colonial puritain, y est né ;
- John Habgood, baron Habgood (1927-2019), prélat anglican britannique, y est né ;
- George Henson (1911-1988), joueur de football anglais, y est né ;
- George Sutherland (1862-1942), juriste d'origine britanno-américaine et un homme, y est né.